# فبريكاتور
فبريكاتور هو تطبيق ويب يجمع عدة أدوات للتعاون على تطوير البرامج. يتضمن عدة أدوات لمراجعة الأكواد ومستعرض مستودع الأكواد وأداة مراقبة التغييرات ومتتبع الثغرات وويكي. وهو مدمج مع جت، ميركوريال، وأباتشي سبفيرجن. ومتوفر كبرنامج حر تحت رخصة أباتشي الإصدار 2.
طور فابريكاتور كأداة داخلية في فيس بوك. طوره بشكل رئيسي إيفان بريستلي. الذي غادر فيسبوك ليتابع تطويره في شركة جديدة اسمها: فاسيلتي (بالإنجليزية: Phacility)‏.
في 29 مايو 2021، أعلنت شركة فاسيلتي أنها أوقفت عملياتها وستتوقف عن صيانة فبريكاتور اعتبارًا من 1 يونيو 2021. لاحقًا نشأت نسخة تفرّع معدّل مجتمعية عن فبريكاتور باسم: فورج (بالإنجليزية: Phorge)‏، واُعلن عن إصدارها المستقر للجمهور في 7 سبتمبر 2022.

## مستخدمون
بعض مستخدمي فبريكاتور:
- بلندر[15]
- بلومبيرغ إل بي
- ديفيانت آرت
- دروبوكس
- إنلايتنمينت
- فيسبوك[16]
- فري بي ‌إس ‌دي[17]
- هاسكل (لغة برمجة)[18]
- أكاديمية خان[19]
- LLVM[20]
- MemSQL
- بنترست
- كورا (موقع إلكتروني)[21]
- أوبر
- مؤسسة ويكيميديا[22][23]

## وصلات خارجية
- فبريكاتور على موقع Open Hub (الإنجليزية)
- الموقع الرسمي